# Spilosoma luteoradians
Spilosoma luteoradians là một loài bướm đêm thuộc phân họ Arctiinae, họ Erebidae.